# Кінгс-кросс (станція)
51°31′51″ пн. ш. 0°07′24″ зх. д. / 51.530888888889° пн. ш. 0.12330555555556° зх. д.

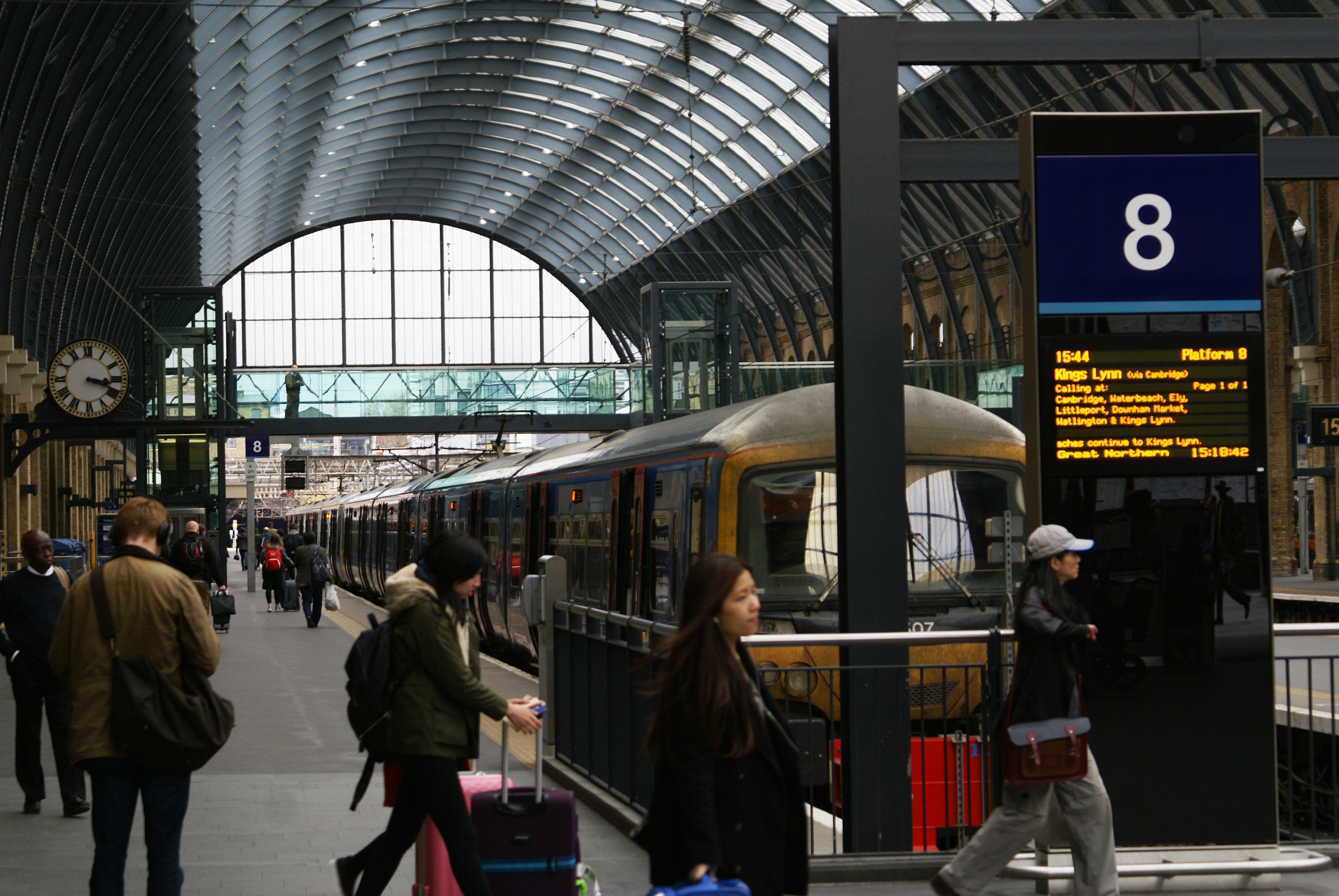
Платформа станції Кінгс-кросс

Кінгс-кросс (англ. King's Cross) — тупикова станція Лондонського залізничного вузла у північно-східній частині Лондона — Кемдені, поруч зі станцією Сент-Панкрас, (лондонський термінал для потягів Eurostar що прямують до континентальної Європи). Під обома залізничними станціями розташована станція метро Кінгс-кросс-Сент-Панкрас Лондонського метро ; разом вони утворюють один з найбільших транспортних вузлів країни. Станція відноситься до 1-ї тарифної зони. В 2017 році станція обслугувала 33.905 млн пасажирів

## Вокзал
Вокзал Кінгс-Крос будувався до відкриття першої всесвітньої виставки за проектом Джона Тернбулла і Льюїса Кабітта. Будівля вокзалу була відкрито в 1852 році.
В плані має форму витягнутого прямокутника, головний фасад — південний, розташований по короткій стороні, є 2 паралельні склепіннями (під кожним з яких розташовані залізничні колії), що примикають до головного фасаду.
Характерною рисою архітектури будівель нового типу була відсутність декору, тільки несучі конструкції. У будівництві використовувалися новітні матеріали: склепіння виконані зі скла і металу, а при будівництві фасаду був використаний залізобетон.

## Пересадки
- На автобуси маршрутів: №10 , 30 , 59 , 73 , 91 , 205 , 390, 476, обслуговують станцію[11]
- Пересадки на метростанцію Кінгс-кросс-Сент-Панкрас, у кроковій досяжності знаходяться станції Сент-Панкрас та Юстон

## Послуги
Станція є кінцевою точкою залізничних ліній з північного сходу Англії та сходу Шотландії. Звідси потяги прямують до Кембріджу, Йорку, Дарему, Ньюкаслу та Единбургу.
З часу приватизації британської залізничної мережі, потяги наступних залізничних компаній працюють від Кінгс-Крос:
- East Coast: міжміське сполучення залізницею East Coast Main Line
- First Capital Connect: експрес-поїзди до Кембриджу та Кінгс-Лінн та приміські послуги до Північного Лондона, Гертфордшира, Бедфордшира та Пітерборо
- Hull Trains: потяги курсують до Кінгстон-апон-Галл
- Grand Central Railway: експрес-поїзди до Сандерленду через Йорк та Гартлпул

| Попередня станція | Лінія | Лінія                                                            | Лінія | Наступна станція                                                 |
| ----------------- | ----- | ---------------------------------------------------------------- | ----- | ---------------------------------------------------------------- |
| Кінцева           |       | Hull Trains Лондон-Галл/Беверлі                                  |       | до Стивенідж або Грантем                                         |
| Кінцева           |       | Virgin Trains East Coast Лондон-Лідс                             |       | до Стивенідж або Пітерборо                                       |
| Кінцева           |       | Virgin Trains East Coast The Flying Scotsman                     |       | до Ньюкасл                                                       |
| Кінцева           |       | Virgin Trains East Coast Лондон-Единбург швидкий                 |       | до Пітерборо або Йорк                                            |
| Кінцева           |       | Virgin Trains East Coast Лондон-Ньюкасл/Единбург напівшвидкий    |       | до Стивенідж або Пітерборо або Йорк                              |
| Кінцева           |       | Virgin Trains East Coast Лондон-Лінкольн/Йорк                    |       | до Стивенідж або Пітерборо                                       |
| Кінцева           |       | Virgin Trains East Coast Лондон-Галл                             |       | до Селбі або Стивенідж або Пітерборо                             |
| Кінцева           |       | Grand Central North Eastern Лондон-Сандерленд                    |       | Йорк                                                             |
| Кінцева           |       | Grand Central West Riding London-Bradford Interchange            |       | Донкастер                                                        |
| Кінцева           |       | Great Northern Cambridge Cruiser та Лондон-Кембрідж напівшвидкий |       | Кембрідж Фінсбері-парк Летчуерт-Гарден-Сіті Ройстон              |
| Кінцева           |       | Great Northern Лондон-Пітерборо                                  |       | Фінсбері-парк Стивенідж Гітчін Бігглсуейд Сейнт-Неотс Гантінгдон |

## Станція в культурі

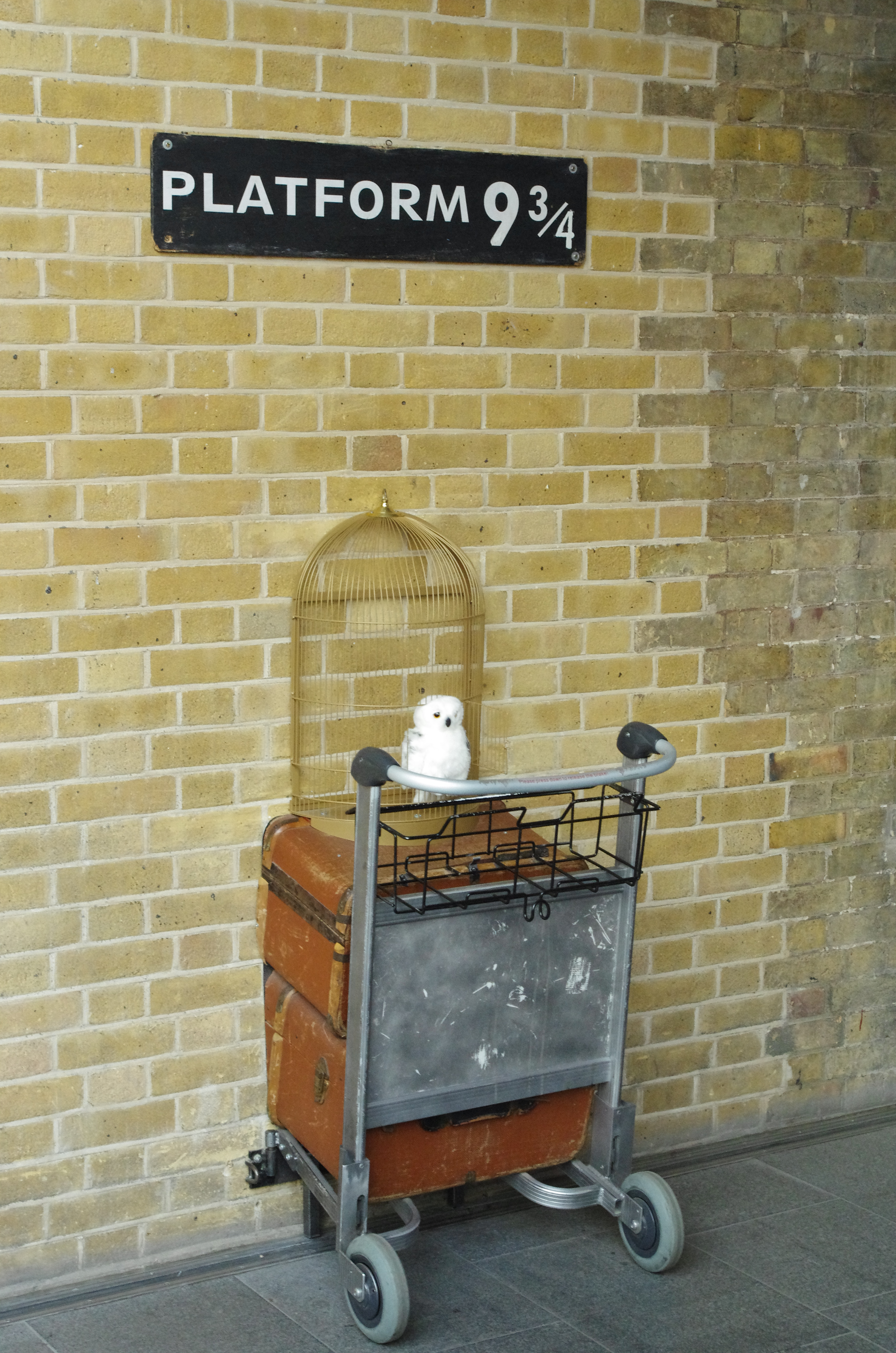
Жартівливий перехід до платформи 9 3/4

Згідно з легендою, вокзал Кінгс-Крос був побудований на місці останньої битви легендарної королеви кельтів Боудіки, або ж, за іншою версією, її тіло поховано під однією з платформ вокзалу.
У серії романів Дж. К. Роулінг «Гаррі Поттер» стверджується, що між платформами 9 і 10 є чарівна платформа 9 ¾, до якої курсує потяг для проїзду в Гоґвортс. При цьому 9-а і 10-я платформа відділені не колонами, а двома коліями.